# Ернст фон Лейзер
Ернст Ульріх Ганс фон Лейзер (нім. Ernst Ulrich Hans von Leyser; 18 листопада 1889 — 23 вересня 1962) — німецький офіцер, генерал-лейтенант вермахту. Кавалер Лицарського хреста Залізного хреста.

## Біографія
Учасник Першої світової війни. 31 грудня 1920 року демобілізований, наступного дня поступив на службу в поліцію. 15 березня 1935 року перейшов у вермахт.
Під час Французької кампанії командував полком. У квітні 1941 року призначений командиром 269-ї піхотної дивізії. У складі групи армій «Північ» його дивізія боролася в північній частині Радянського Союзу після початку операції «Барбаросса». 1 грудня 1942 року прийняв командування 26-м армійським корпусом під час блокади Ленінграда.
Майже рік по тому очолив 15-й гірський корпус, який бився проти югославських партизанів у Хорватії. 20 липня 1944 року змінив генерала Густава Фена на посаді командувача 21-го гірського корпусу на Балканському півострові. 29 квітня 1945 року знятий із посади, а 8 травня 1945 взятий у полон збройними силами США.
Постав перед судом як підлеглий генерал-полковника Лотара Рендуліча разом із 12 іншими високопоставленими німецькими офіцерами під час Нюрнберзького процесу над генералами південно-східного фронту, який тривав із 13 травня 1947 року по 19 лютого 1948 року. Був визнаний винним за двома пунктами звинувачення (у злочинах проти людяності та воєнних злочинах), а саме: вбивство і погане поводження з військовополоненими, вбивство і погане поводження з цивільним населенням. У грудні 1947 року Ернст фон Лейзер був засуджений на 10 років тюремного ув'язнення. 31 січня 1951 року верховний комісар Американської зони окупації Німеччини Джон Макклой знизив термін відбування покарання для Ернста фон Лейзера і його звільнили.

## Звання
- Лейтенант запасу (24 березня 1909)
- Лейтенант (15 червня 1909)
- Обер-лейтенант (18 червня 1915)
- Гауптман (15 липня 1918)
- Гауптман поліції (31 грудня 1920)
- Майор поліції (29 квітня 1922)
- Оберст-лейтенант (16 березня 1936)
- Оберст (1 березня 1937)
- Генерал-майор (1 лютого 1941)
- Генерал-лейтенант (1 жовтня 1942)
- Генерал піхоти (1 грудня 1942)

## Нагороди
- Залізний хрест
  - 2-го класу (15 жовтня 1914)
  - 1-го класу (22 березня 1916)
- Хрест «За військові заслуги» (Австро-Угорщина) 3-го класу з військовою відзнакою (10 січня 1916)
- Королівський орден дому Гогенцоллернів, лицарський хрест з мечами (16 травня 1918)
- Балтійський хрест (17 серпня 1919)
- Орден Святого Йоанна (Бранденбург), почесний лицар (2 лютого 1921)
- Почесний хрест ветерана війни з мечами
- Медаль «За вислугу років у Вермахті» 4-го, 3-го, 2-го і 1-го класу (25 років)
- Застібка до Залізного хреста
  - 2-го класу (15 жовтня 1940)
  - 1-го класу (18 червня 1940)
- Лицарський хрест Залізного хреста (18 вересня 1941)
- Медаль «За зимову кампанію на Сході 1941/42» (26 липня 1942)
- Німецький хрест в золоті (14 квітня 1943)